# Puerto Arica
Puerto Arica là một khu tự quản thuộc tỉnh Amazonas, Colombia. Thủ phủ của khu tự quản Puerto Arica đóng tại Puerto Arica Khu tự quản Puerto Arica có diện tích ki lô mét vuông. Đến thời điểm ngày 28 tháng 5 năm 2005, khu tự quản Puerto Arica có dân số người.